# VI. Haakon norvég király
VI. Haakon Magnusson vagy Ifjabb Haakon (1340 augusztusa – 1380. május 1.) norvég király 1343-tól haláláig, ill. svéd király 1362 és 1364 között Håkan Magnusson néven. IV. Valdemár dán király leányával, Margit hercegnővel kötött házassága alapozta meg a három nagy skandináv nemzet, Dánia, Norvégia és Svédország későbbi egyesülését, a kalmari uniót (1397). Súlyos politikai konfliktusba keveredett Svédországgal, Dániával és az északnémet Hanza Szövetséghez tartozó városokkal.
VII. Magnus norvég király fiatalabbik fia volt és 1343-ban nevezték ki apja norvégiai trónörökösévé. 1355-ben került a trónra, öt évvel az ún. "fekete halál" valószínűleg bubópestis) pusztítása után. A járványnak a nemesség, a papság és a hivatalnoki réteg sok tagja is áldozatul esett, s ez meggyengítette mind az arisztokrácia, mind a királyi udvar hatalmát. A svéd nemesség ereje azonban mit sem csökkent, így Haakon fivérének, Eriknek a vezetése alatt fellázadt VII. Magnus ellen. Haakon apja segítségére sietett, és Erik halála után, 1362-ben Svédország királya lett.
Haakon 1364-ben ismét apja mellé állt a lázadó svéd nemességgel szemben, de a két király ezúttal vereséget szenvedett, és Haakon kénytelen volt visszavonulni, apja pedig fogságba esett. A Hanza-szövetség 1367-ben háborút indított Norvégia és Dánia ellen, de a vezetőivel kötött, átmeneti egyezség (1370) lehetővé tette, hogy Haakon 1371-ben kiszabadítsa apját. Magnus halála után egy végső békeszerződéssel (1376) végül is különleges jogok biztosíttattak a Hanza kereskedőknek, ugyanakkor engedmények is adattak a Hanza térhódításától tartó dán nemességnek is, hozzásegítve Haakon fiát, Olaf herceget Dánia trónjához (IV. Valdemár halála után). Élete végén Svédország és Norvégia egyesítését tervezte, de ezt meghiúsította 37 évnyi uralom után bekövetkezett halála. Fia, az akkor már dán király Olaf örökölte Norvégiát.

## Házassága
Haakon 1363-ban vette el Margit hercegnőt, IV. Valdemár dán király leányát, aki egy fiút szült férjének:
- Olafot (1370 decembere – 1387. augusztus 23.)